# Иностранная помощь
Иностранная помощь — добровольная  передача  средств  (в  форме  денежных средств, товаров,  «ноу-хау»)  от  стран-доноров  к  странам-получателям  таких  средств.  
Выделяют следующие виды помощи:
- содействие развитию;
- гуманитарную помощь;
- военную помощь

По источникам финансирования иностранная помощь может быть государственной и частной (от компаний, благотворительных фондов, неправительственных организаций).
Государственное содействие развитию включает официальную помощь развитию (англ. Official Development Assistance, ODA) и прочее официальное финансирование (англ. Other Official Flows).
Также выделяют связанную помощь (англ. Tied Aid) — когда ограничивается свобода выбора поставщиков товаров и услуг, на получателя возлагаются обязательства соблюдать требования и  процедуры, принятые в области материально-технического снабжения страны-донора или предоставление помощи обусловлено требованиями пересмотра внутренней или внешней) политики страны-реципиента, или же проведением определенных реформ, несвязанную помощь (англ. Untied Aid) и частично несвязанную помощь (англ. Partly Untied Aid) — когда товары и услуги должны приобретаться в  определенном перечне стран, который включает практически все развивающиеся страны и может также включать страну-донора.  
Официальный ориентир ООН по объему предоставляемой помощи развивающимся странам (официальной помощи развитию) составляет 0,7% от ВНД стран-доноров. В 2019 году только 7 стран достигли этого показателя: Дания, Люксембург, Норвегия, Швеция, Турция, Великобритания и ОАЭ. При этом по абсолютному объёму помощи лидировали США. Основными получателями помощи в 2019 году были Южный Судан, Эфиопия, Кения, Сирия, Афганистан, Иордания.